# آسترو بوي
الفتى أسترو أو توبي (بالإنجليزية: Astro Boy) سلسلة مانغا بدأ كتابتها المانغاكا أوسامو تيزوكا في عام 1952م وهو أيضا مسلسل رسوم متحركة روبوتي أنتج لأول مرة في اليابان عام 1963م وتكون حينها من 193 حلقة وعام 1964 تم إنتاج فلم خاص له. فيما بعد تم إنتاجه مرتين: الأولى كانت عام 1980 (52 حلقة)، والأخيرة كانت في عام 2003 وتكونت من 50 حلقة فقط. تمت دبلجة نسخة 2003 إلى العربية في استوديوهات تنوير في دمشق.
الشخصية الرئيسية في هذا الأنمي هو الروبوت أسترو الذي يبدو كطفل صغير. في المسلسل يتحرك كما لو كان كائناً حياً وهو يمتلك قدرات كبيرة من حيث القوة والذكاء، كما يوجد عنده أحاسيس طفولية مما يجعله كحلقة وصل بين الإنسان والآلة.

## وصلات خارجية
- آسترو بوي على موقع ANN manga (الإنجليزية)